# 다쿠사가와 다카시
다쿠사가와 다카시(일본어: 田草川 貴, 1981년 2월 12일 ~ )는 일본의 전 축구 선수이다.

## 구단 경력
과거 아비스파 후쿠오카, 쇼난 벨마레에서 활동하였다.